# Lou Gehrig
Pour les articles homonymes, voir Gehrig.
Henry Louis Gehrig dit Lou Gehrig (19 juin 1903 – 2 juin 1941) est un joueur américain de baseball qui évolue en Ligue majeure avec les Yankees de New York de 1923 à 1939. Meilleur joueur des Ligues majeures en 1927 et 1936, champion de la moyenne au bâton en 1934, auteur d'une moyenne au bâton en carrière de 0,340, sept fois sélectionné au match des étoiles (1933, 1934, 1935, 1936, 1937, 1938, 1939), il remporte six fois les Séries mondiales avec les Yankees (1927, 1928, 1932, 1936, 1937 et 1938). Son plus fameux record reste sa série de 2 130 matchs consécutifs joués, ce record fut toutefois battu le 6 septembre 1995 par Cal Ripken, Jr.. Gehrig est membre du Temple de la renommée du baseball et de l'Équipe du siècle. La sclérose latérale amyotrophique (maladie de Charcot) lui coûte la vie et porte désormais son nom aux États-Unis et au Québec (maladie de Lou-Gehrig). Le film Vainqueur du destin (1942), nommé onze fois aux Oscars, retrace sa vie.

## Biographie
Surnommé The Iron Horse (« le Cheval de fer ») pour sa durabilité, il a joué au premier but avec les Yankees de New York pendant toute sa carrière. Il a établi plusieurs records des Ligues majeures pour les joueurs de premier but, mais sa carrière et sa vie furent raccourcies par une « sclérose latérale amyotrophique ». Il a établi un record avec 2130 parties d'affilée sans rater un match ; ce record fut finalement dépassé par Cal Ripken, Jr. en 1995. Pendant cette époque, il fut élu le meilleur joueur des ligues majeures à deux reprises, et a établi le record actuel de la Ligue américaine avec 184 points produits en une seule saison. Il est mort le 2 juin 1941 n'ayant que 37 ans, 17 jours avant son 38e anniversaire. Son statut légendaire est confirmé par le vote pour l'équipe du siècle de baseball où il a gagné le plus grand nombre de votes, dépassant des joueurs tels que Hank Aaron, Willie Mays et Babe Ruth
Né à New York de fils d'immigrants allemands, il a étudié à l'Université Columbia. Il est découvert sur le champ de baseball au Wrigley Field de Chicago en 1920. Avec son coéquipier Babe Ruth, il a contribué à la réussite de l'une des équipes de baseball les plus célèbres de tous les temps : les Yankees des années 1920 et 1930. Avec les Yankees, Gehrig était un frappeur exceptionnel, accumulant au moins 150 points produits dans sept saisons différentes et sa moyenne au bâton à vie était de 0,340. Il a mené la Ligue en coups de circuit en une seule fois, et a fini une fois en égalité avec Ruth. Pourtant, pendant les années que Gehrig et Ruth ont joué ensemble, Ruth avait 1316 points produits par rapport à 1436 pour Gehrig. Ses performances aux World Series furent aussi importantes : une moyenne de 0,361 avec 10 circuits et 35 points produits en 34 parties. 
Le 3 juin 1932, Gehrig a cogné 4 coups de circuit en une partie et est donc devenu le troisième joueur l'ayant fait et le premier du XXe siècle. 

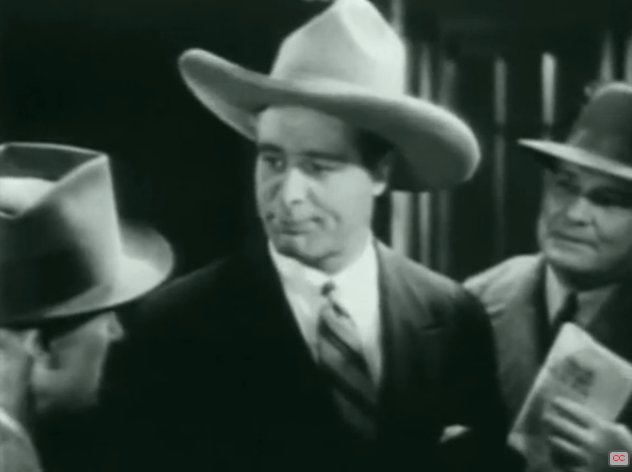
Lou Gehrig dans le film Rawhide, réalisé par la 20th Century Fox, en 1938.

En 1938, il joue au cinéma dans le western Rawhide produit par la 20th Century Fox. En 1939, Gehrig a pris sa retraite. Avec une moyenne de 0,143 et un seul point produit en 8 parties, Gerhig s'est retiré le 30 avril 1939. Ce fut la première fois en 2130 parties, soit plus de 14 saisons, que Gehrig a raté une partie. Atteint de la maladie de Charcot, une maladie dégénérative, il était condamné à mourir.
Le 21 juin 1939, les Yankees ont annoncé la retraite de Gehrig et que le 4 juillet serait la journée de Lou Gehrig. Là, les Yankees ont retiré le numéro de son uniforme, il est devenu le premier joueur de la Ligue majeure ayant un numéro retiré. Plus tard cette même année, il fut intronisé au Temple de la renommée du baseball malgré la période d'attente de cinq ans requise par les règles. À l'âge de 36 ans, il est le joueur le plus jeune honoré ainsi. Vers la fin de sa carrière, Gehrig a passé des radiographies de ses mains, qui ont montré qu'il avait subi 17 fractures — certaines vieilles, certaines récentes.
Il est mort des suites de sa maladie le 2 juin 1941, chez lui, 5204 Delafield Avenue à Riverdale, Bronx, New York. Le 4 juin, il fut incinéré à Fresh Pond (Queens). Ses cendres sont enterrées dans le Cimetière de Kensico. Les Américains appellent désormais ce mal dégénératif la maladie de Lou-Gehrig. 
Gehrig a établi de nombreux records dans son sport pour un premier but : 23 grand chelems, 1 995 points produits, 1 888 points comptés, plus grand nombre de buts sur balles, plus grand nombre de coups sûrs de plus d'un but, etc. 
Le film Vainqueur du destin (1942) retrace sa vie.

## Palmarès
- Classé 12e pour la moyenne au bâton : 0,340
- Classé 4e pour le pourcentage de buts : 0,442
- Classé 3e pour le pourcentage de puissance : 0,632
- Classé 5e pour les points produits : 1995
- Classé 15e pour les buts sur balles : 1508
- Classé 22e pour les circuits : 493
- Classé 28e pour les doubles : 534
- Classé 33e pour les triples : 163
- Champion de la moyenne au bâton en 1934
- Voté le Meilleur joueur des ligues majeures en 1927 et 1936
- Élu au Temple de la renommée du baseball en 1939

## Statistiques
| G    | AB   | H    | 2B  | 3B  | HR  | R    | RBI  | BB   | SO  | SH  | HBP | AVG   | OBP   | SLG   |
| 2164 | 8001 | 2721 | 534 | 163 | 493 | 1888 | 1995 | 1508 | 790 | 106 | 45  | 0,340 | 0,447 | 0,632 |

## Hommage littéraire et cinématographique
Le romancier américain Paul Gallico a écrit la biographie de Lou Gehrig l'année de la mort de celui-ci, en 1941 : Lou Gehrig : Pride of the Yankees (inédit en France). Le roman a été adapté au cinéma en 1942 sous le titre de The Pride of the Yankees, distribué en France sous le titre de Vainqueur du destin, avec Gary Cooper dans le rôle de Lou Gehrig.